# Středolevice
Středolevice nebo levý střed je pozice politického spektra, která se nachází mezi středem a levicí. Termín souhrnně zahrnuje ty pozice v rámci levicového spektra, jejichž cílem není překonat kapitalismus. Patří sem většina sociálně demokratických stran, stejně tak jako mnohé progresivní, zelené a sociálně liberální.

## Středolevicové strany

### Česko
- Piráti
- SOCDEM

### Svět
- SPD (Německo)
- Demokratická strana (USA)
- Labouristická strana (Spojené království)
- Liberální strana Kanady (Kanada)